# Едуард Басурин
Едуард Александрович Басурин (рус. Эдуард Александрович Басурин, укр. Едуард Олександрович Басурін; Доњецк, 27. јун 1966) јесте руско војно лице и портпарол војне команде самопроглашене Доњецке Народне Републике. По чину је пуковник.

## Биографија
Басурин је рођен 27. јуна 1966. године у Доњецку. Након завршене средње школе 1983. године, уписао је Доњецку вишу војно-политичку школу, коју је дипломирао јуна 1987. године. Након што је завршио факултет, служио је војску (прво совјетску, касније руску) у граду Кунгур. Пензионисан је 1997. године, након чега се вратио у Доњецк.
У периоду од1997. до 2002. године био је директор предузећа за производњу полиетиленске фолије ВД.
Од 2006. до 2010. године радио је у фирми за производњу ПВЦ производа, наношење боја и лакова на ове производе.
Басурин се политички активирао у самопроглашеној Доњецкој Народној Републици од јула 2014. године као политички официр специјалне јединице „Калмијус“. У јесен 2014. године је постао и један од координатора за конфронтацију у Доњецку. Касније је Народни савет Доњецке Народне Републике одобрио његову кандидатуру за место заменика команданта корпуса републичког Министарства одбране за рад са људством.
Од 14. јануара 2015. године је на дужности портпарола Војне команде републике; управо он на конференцијама за штампу саопштава информације о току непријатељстава у ДНР.
Басурин је 16. фебруара 2015. уврштен на листу за санкције ЕУ под бројем 137.